# Понсако
Понсако (на италиански: Ponsacco) е град и община в Италия, в региона Тоскана, провинция Пиза, в географския район Валдера. Населението е около 15 200 души (2008).